# سیارک ۵۷۱۴
سیارک ۵۷۱۴ (به انگلیسی: 5714 Krasinsky، نامگذاری:1982PR) پنج هزار و هفتصد و چهاردهمین سیارک کشف شده‌است که در ۱۴ اوت ۱۹۸۲ کشف شد.
قدر مطلق سیارک برابر ۱۲٫۰۰ است.